# 闊恩
闊恩是素肉品牌，起源于英国，業務範圍主要為歐洲，但在美國、新加坡等國亦有販售其商品。闊恩归母公司Monde Nissin所有。 
即使闊恩的产品皆為素食，但並非全部為純素。其產品中皆含有源自絲狀真菌鐮刀菌的真菌蛋白。在多數产品中，真菌培养物在乾燥後會和作为粘合剂的蛋白混合，然後再調整質地並壓製成各種形狀，而純素版本則用馬鈴薯蛋白取代蛋白。

## 歷史
闊恩在1985年由Marlow Foods創立，並由Rank Hovis McDougall和帝国化学工业合资。
微生物生物質在商業上被生產為單細胞蛋白，用於人類食品或動物飼料，也被用作烘焙業所需的酵母。工業化生產麵包酵母始於20世紀初，而酵母生物質則曾在第一次世界大戰期間於德國作為食物。大規模微生物生物質技術以商業化生產蛋白質，則開始於1960年代末。
儘管部分技術因政治與經濟因素未能實現，但帝国化学工业所建立的 Pruteen 技術，作為動物飼料用細菌單細胞蛋白的生產方式，卻是發酵產業發展中的一大里程碑。該工藝採用大型（1,500 立方公尺）連續培養系統。然而，單細胞蛋白作為動物飼料的生產經濟效益有限，最終導致 Pruteen 工藝被停用。
從Pruteen所累積的經驗，使帝国化学工业能與Rank Hovis McDougall（RHM）公司合作，開發一種生產人類食品的真菌生物質技術。這項連續發酵技術能生產絲狀真菌鐮刀菌的生物質（後來以「Quorn」品牌行銷），使用一座40立方公尺的氣升式發酵槽。
1960年代，人們預測到1980年代將出現高蛋白食品短缺的情況。
絲狀真菌鐮刀菌於1967年在一份土壤樣本中被發現，經過長達十年的評估計畫後，Rank Hovis McDougall於1985年獲准將真菌蛋白作為人類食品販售。

### 零售历史
闊恩首次於1985年由 Marlow Foods 推出，該公司以RHM位於白金漢郡馬洛的總部命名。由RHM與帝國化學工業公司合資創立，帝國化學工業提供一座在單細胞飼料計畫中閒置、廢棄的發酵槽作為生產設備，並共同投資培養、加工真菌的技術及品牌的智慧財產權。Quorn取自RHM所擁有的註冊商標，原先用於一系列即食食品包裝，來源為 Quorn 狩獵活動（Quorn Hunt），而這又與英國萊斯特郡的小村莊 Quorn 有關。
闊恩於1993年在英國開始上市銷售，1990年代拓展至歐洲其他地區，並於2002年進入北美市場。

## 銷售
闊恩最初的廣告宣傳以體育名人為主角，包括足球員瑞恩·吉格斯、橄欖球員威爾·卡林，以及奧運短跑選手薩莉·岡納爾。2013年，該公司任命奧運長跑冠軍穆罕默德·法拉為品牌大使，主打健康與健身。

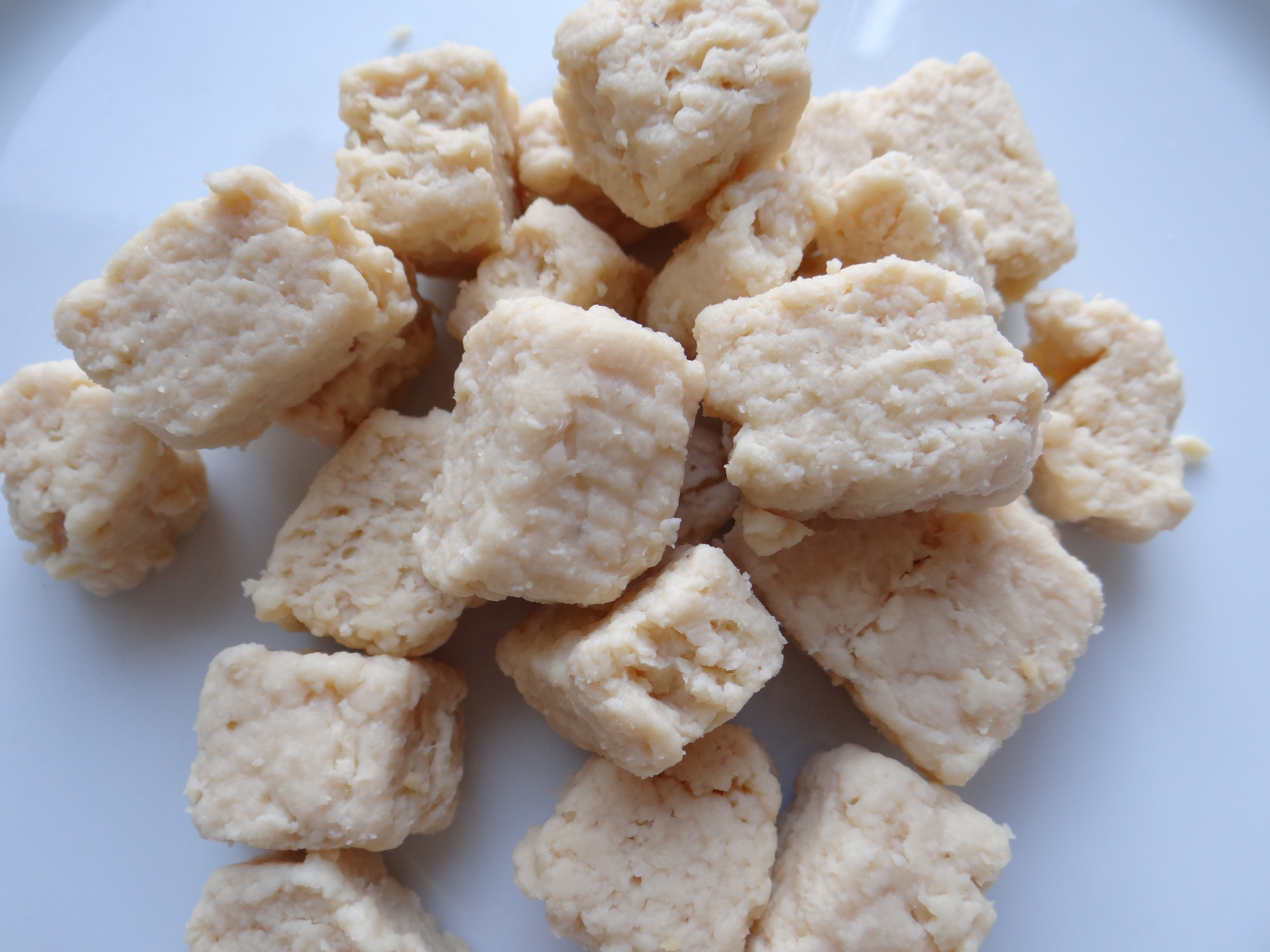
素肉

## 商品
闊恩商品以即煮型態販售，例如丁塊或類似絞肉的形式。之後，該公司又推出了一系列冷藏素食餐點，包括披薩、千層麵、牧羊人派，以及模仿切片肉、熱狗與漢堡的產品。截至2005年，其在英國的肉類替代品市場中市占率約60%，年銷售額約為9,500萬英鎊。
到2006年，它已在英國、歐洲各國以及北美販售，自2010年6月起在澳洲上市。2012年5月，它開設德國網站 quorn.de，重新在德國推出該品牌。
在產品改用放養雞蛋作為原料後，闊恩獲得了英國素食協會的認可標章。
2004 年，麦当劳推出了一款闊恩汉堡，并获得了素食协会的认可。然而，自2009年起，英国的麦当劳都不再供应闊恩汉堡，並改以超越肉類公司的素肉提供McPlant。2011年，闊恩在美国推出了一款纯素汉堡，使用马铃薯蛋白代替蛋白作为粘合剂。闊恩稱，2020年時將提供更多純素產品。闊恩也有生產无麸质產品。
截至2014年，有報導指出其主要消費者實際上是肉食者，而非素食者。到了2018年，闊恩的市場在全球持續擴大，該公司也預期未來將持續成長。
然而，六年過去後，母公司 Monde Nissin 在闊恩的投資卻出現重大虧損，總虧損已高達400億菲律賓披索（約合6.9億美元）。

## 所有权
Quorn最初于1985年成立，由Rank Hovis McDougall和帝国化学工业的合资企业Marlow Foods所有，RHM于1990年将其股份出售给帝国化学工业，从而退出该业务。1993年，当帝国化学工业将其生物制品部门从核心化学业务中剥离出来时，Marlow Foods 成为新成立的捷利康集团（后来的阿斯特捷利康製藥）的一部分。
2003年，阿斯特捷利康以7200万英镑将 Marlow Foods（包括 Quorn 业务、相关商标和专利）出售给 Montagu Private Equity。 2005 年，Montagu以1.72亿英镑将该业务出售给Premier Foods。 
2011年，Premier Foods 以 2.05億英鎊將 Quorn 出售給 Exponent Private Equity與 Intermediate Capital Group。
2015年，兩家公司透過商業拍賣程序將 Quorn 推向市場，引起多家企業競標，包括达能、凱愛瑞集團、麦肯食品與Nomad Foods。最終，總部位於菲律賓的 Monde Nissin Corporation 以5.5億英鎊（約8.31億美元）收購了 Quorn。

## 生產

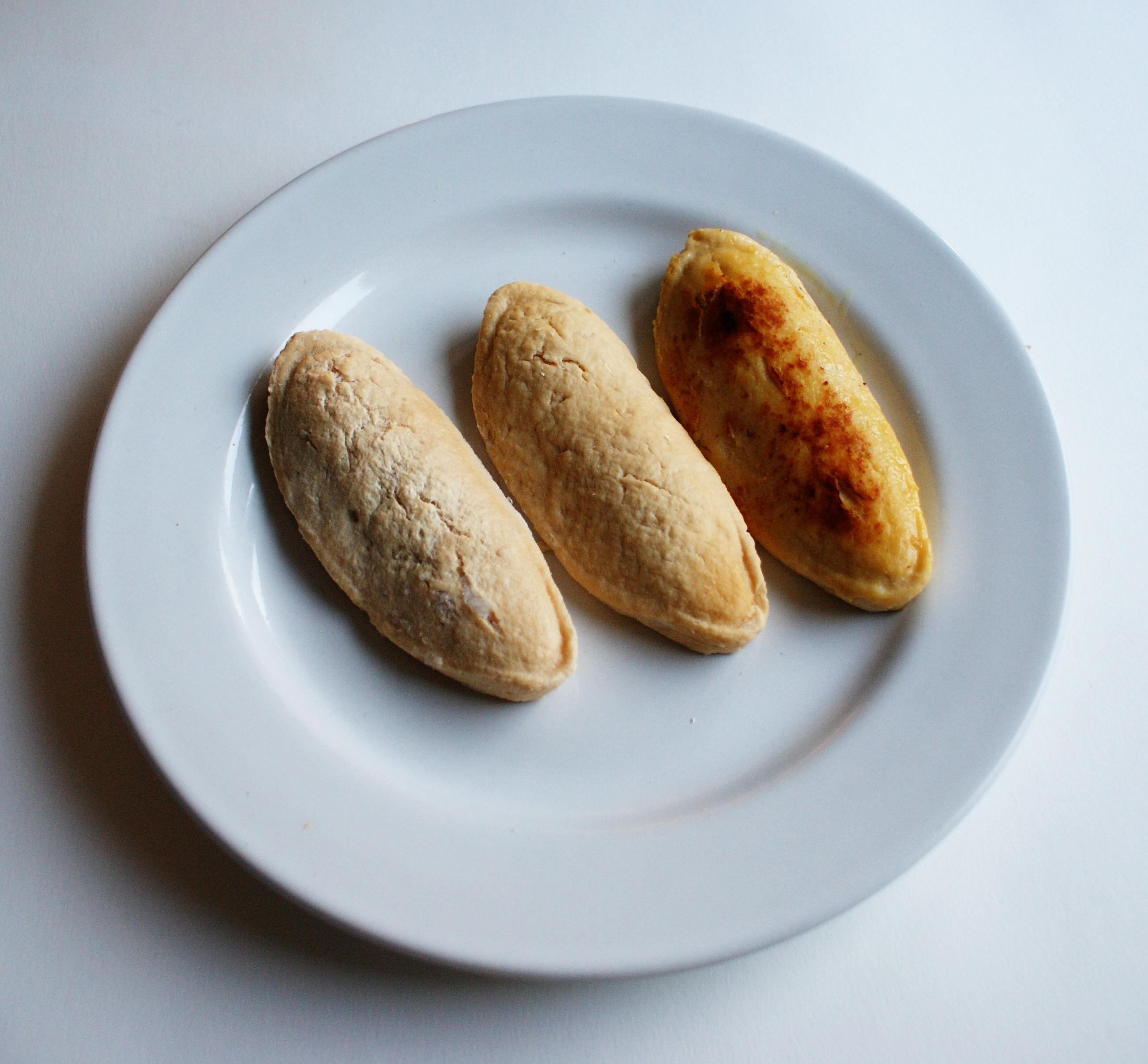
分別經冷凍、解凍與油炸的素魚條

其產品由絲狀真菌鐮刀菌菌株PTA-2684制成（該菌株過去曾被誤認為是寄生黴菌Fusarium graminearum）。這種真菌在大型、無菌的發酵槽中，在持續供氧的水中培養。為了讓黴菌生長，會添加葡萄糖和固定氮作為養分，同時也會補充維生素與礦物質以提升最終產品的營養價值。
最終產出的真菌蛋白將被提取並加熱處理，以去除多餘的RNA。先前試圖製造這類發酵蛋白食品的實驗曾因含有過多DNA、RNA而失敗。若不經過加熱處理，核酸中的嘌呤在人體內代謝後會轉化為尿酸，進而可能導致痛风。
闊恩產品在製作過程中會先經乾燥，然後與蛋白混合。接著進行組織化處理，使其擁有類似肉類的纖維質感，並壓製成類似絞牛肉的末狀。也可製成類似雞胸肉、肉丸、火雞肉、肉丁等形狀、口感。各式產品具有不同的顏色、風味，適合作為多種料理的肉類替代品，如燉菜與砂鍋料理等。
最終的闊恩產品富含蛋白質與膳食纖維，並且飽和脂肪含量低。它所含的鐵比大多數肉類少，而製造商對於使闊恩模仿肉類口感所使用的添加劑並未公布太多資訊。
九個月以上的嬰兒可漸進式地食用少量闊恩素肉，但由於其高纖維與低熱量特性更適合成人，對嬰兒來說過多纖維可能導致脹氣。此外，在餵食嬰兒前應留意產品中的鹽分含量，因為不同產品的含鹽量有所不同。
在英國，據稱闊恩冷凍絞肉的碳足跡比牛肉低至少80%。

## 爭議
闊恩（Quorn）於2002年進入美國市場後，美國公共利益科學中心（CSPI）對其最初標示為「蘑菇製品」提出異議，理由是絲狀真菌鐮刀菌並非蘑菇，而是微型真菌。美國蘑菇協會及競爭對手Gardenburger也反對闊恩進入市場，並向歐美地區的廣告與貿易監管機構投訴，指稱闊恩標榜「蘑菇來源」的說法具有誤導性。
CSPI 宣稱闊恩的商品可能引起過敏反應，應該下架。該組織在2003年指出，「有4.5%的食用者會出現不適反應」。然而，製造商 Marlow Foods 對此數據提出異議，表示僅有約0.0007%（每14.6萬人中有1人）會產生不良反應，且他們所使用的黴菌菌株不會產生毒素。匹茲堡大學營養學教授Leslie Bonci認為CSPI 的說法誇大其詞。而Gardenburger的行銷副總裁Wendy Preiser則表示，擔心闊恩的標示方式會導致大眾對所有無肉產品產生質疑。英國廣告標準局（ASA）認為，闊恩產品標示為「蘑菇來源」可能誤導消費者。ASA 要求 Marlow Foods 必須刪除該標示，或修改為清楚標示其真菌來源。
闊恩早期的生產過程中曾使用籠飼蛋，這在倫理上為許多素食者所反對。Marlow Foods 隨後與英國素食協會（Vegetarian Society）合作，該協會起初並不認可闊恩的產品。從2000年開始，Marlow 著手淘汰籠飼蛋，並於2004年完全在英國產品中停止使用，獲得素食協會的認證標章。
2003年曾發生一起與闊恩有關的氣喘發作事件，檢測顯示病患對闊恩是唯一出現過敏反應的食物。英國食物標準局發言人指出，由於闊恩蛋白質含量高，產生過敏反應並不意外。前任局長 Jon Bell 為闊恩辯護，表示許多常見食材如大豆，其不耐受的發生率遠高於闊恩。統計指出，食用闊恩後產生不良反應的比例為1/146,000，而食用貝類為1/35，大豆則為1/350。

## 技術專利到期
在歐盟，專利自申請日起之有效期限為20年。由於第一項相關專利於1985年申請，真菌蛋白的專利在2010年已於所有歐盟國家過期。因此，任何人現在都可以合法使用先前已獲專利的技術來生產真菌蛋白產品。
不過，他們必須使用其他品牌名稱，因為 Marlow Foods 仍擁有「闊恩」（Quorn）品牌的商標權。
2011年3月，時任執行長Kevin Brennan稱，有些關於核心技術的專利確實已經到期，但技術與規模經濟的門檻依然存在，新進業者仍面臨高昂的投資與技術挑戰。

## 纯素产品
2011年底，第一款纯素闊恩產品問世，名為闊恩純素漢堡（Quorn Vegan Burger），初期僅於美國市場販售。由於該產品銷售強勁，加上來自英國市場的需求日益增加，闊恩開始著手開發適用於英國市場的純素產品線，同時也整體減少對雞蛋的使用，自2010年以來已減少使用了350萬顆雞蛋。首批英國市場的純素闊恩產品包含八種品項，並於2015年10月正式推出。
2019年1月，闊恩為英國連鎖烘焙品牌Greggs製作了其純純素香腸捲的內餡。這款產品經常銷售一空，並被 Greggs 指出是其利潤成長與股價創新高的主要原因之一。2020年1月，Greggs再度推出使用闊恩製成的純素牛排餡餅（steak bake）。

## 另見
- 培植肉
- 肉類替代品列表
- 植物組織蛋白

## 外部連結
- 官方网站